# فرانک زامبونی

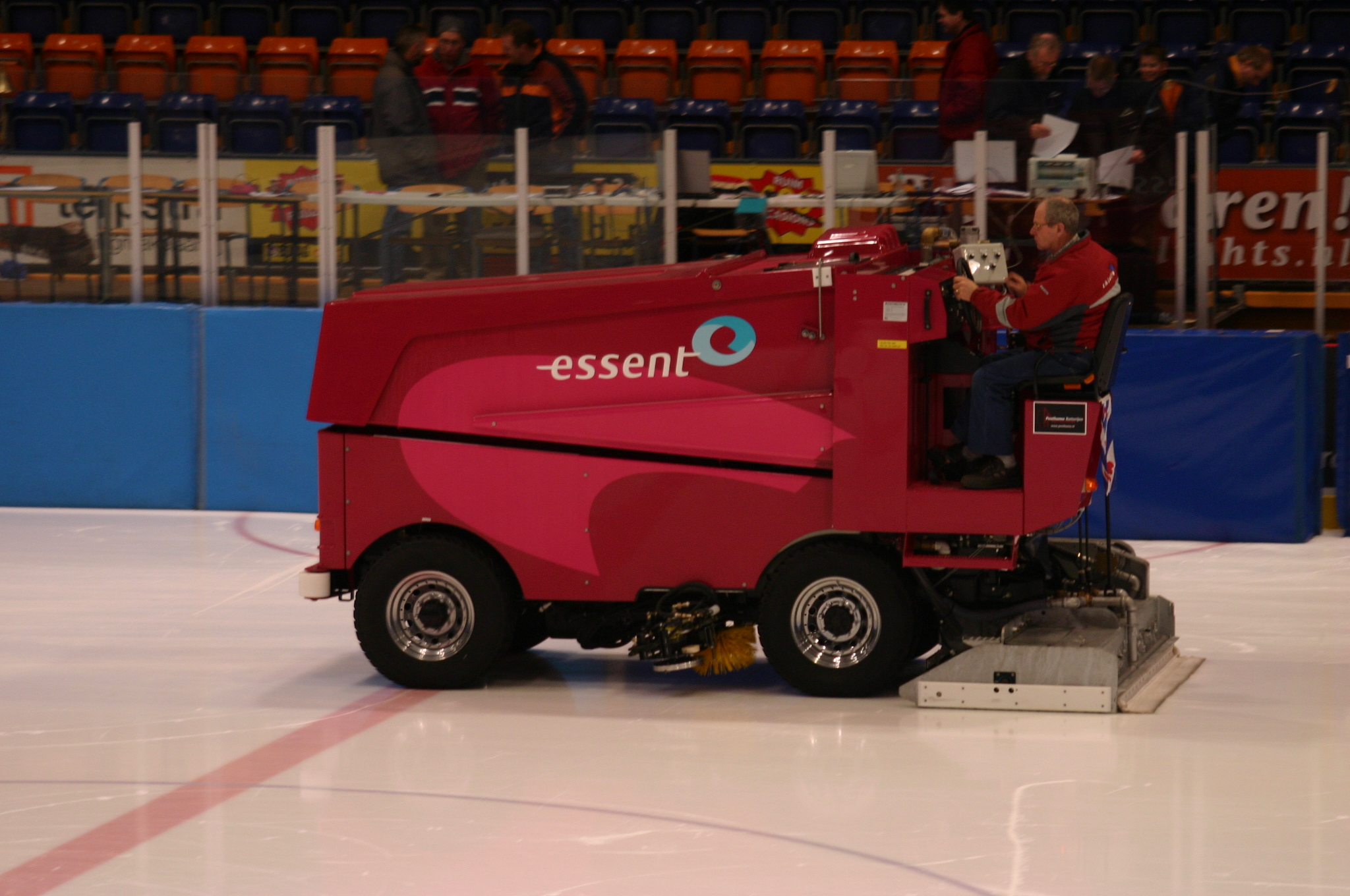
نمایی از یک «ماشین یخ پرداز» اختراع فرانک زامبونی

فرانک زامبونی فرانک ژوزف زامبونی (۱۶ ژانویه ۱۹۰۱ − ۲۷ ژوئیه ۱۹۸۸) مخترعی ایتالیایی-آمریکایی است که مهمترین اختراع وی ماشین یخ پرداز می باشد. نام خانوادگی او به عنوان نشان تجاری این ماشین ثبت شده است.